# Пономаренко В'ячеслав Анатолійович
В'ячесла́в Анато́лійович Пономаре́нко (нар. 27 вересня 1982) — підполковник Сил спеціальних операцій Збройних сил України, учасник російсько-української війни.

## Життєпис
Учасник АТО/ООС.

### Російське вторгнення в Україну (2022)
Під керівництвом підполковника В'ячеслава Пономаренка зведена група спеціального призначення в передмісті Києва — Гостомелі знищила 20 одиниць БМП збройних сил РФ разом з особовим складом і зупинила подальше просування противника в напрямку Києва.

## Нагороди
- звання «Герой України» з врученням ордена «Золота Зірка» (2022) — за особисту мужність і героїзм, виявлені у захисті державного суверенітету та територіальної цілісності України, вірність військовій присязі[2].